# خواجة مير درد
خواجة مير درد (1720 - 1785 م) هو شاعر وصوفي ومصنف هندي مسلم.
كتب بالأردية، وما يزال شعره الصوفي يتمتع بشعبية واسعة عند المنشدين. له في التصوف «علم الكتاب».

## المصدر
1. ↑  Encyclopædia Universalis | DARD XWĀJA MĪR (بالفرنسية), Encyclopædia Britannica, 1968, QID:Q1340194
2. ↑  الباكستان (اللغة والأدب في-) - الموسوعة العربية نسخة محفوظة 16 سبتمبر 2017 على موقع واي باك مشين. [وصلة مكسورة]
3. ↑  طرابيشي، جورج (2006 م). معجم الفلاسفة (ط. الثالثة). بيروت: دار الطليعة. ص. 283. مؤرشف من الأصل في 9 أكتوبر 2016. {{استشهاد بكتاب}}: تحقق من التاريخ في: |سنة= (مساعدة)